# Banan-familien
Banan-familien (Musaceae) består af urteagtige arter med mælkesaft og slimdannelse i blade, stængler og frugter. Familien har kun to slægter, som er udbredt i henholdsvis Afrika og Sydøstasien:
| Slægter |

- Banan-slægten (Musa)
- Ensete (Ensete)